# آن هاريمان فاندربلت
آن هاريمان فاندربلت (بالإنجليزية: Anne Harriman Vanderbilt)‏ هي نجمة اجتماعية أمريكية، ولدت في 17 فبراير 1861 في نيويورك في الولايات المتحدة، وتوفي بنفس المكان في 20 أبريل 1940.